# Granville (Iowa)
Granville és una població dels Estats Units a l'estat d'Iowa. Segons el cens del 2000 tenia 325 habitants.

## Demografia
Segons el cens del 2000, Granville tenia 325 habitants, 145 habitatges, i 84 famílies. La densitat de població era de 432,7 habitants/km².
Dels 145 habitatges en un 26,9% hi vivien nens de menys de 18 anys, en un 49,7% hi vivien parelles casades, en un 6,2% dones solteres, i en un 41,4% no eren unitats familiars. En el 39,3% dels habitatges hi vivien persones soles el 27,6% de les quals corresponia a persones de 65 anys o més que vivien soles. El nombre mitjà de persones vivint en cada habitatge era de 2,24 i el nombre mitjà de persones que vivien en cada família era de 2,96.
Per edats la població es repartia de la següent manera: un 26,5% tenia menys de 18 anys, un 5,5% entre 18 i 24, un 24,6% entre 25 i 44, un 18,2% de 45 a 60 i un 25,2% 65 anys o més.
L'edat mediana era de 41 anys. Per cada 100 dones de 18 o més anys hi havia 85,3 homes.
La renda mediana per habitatge era de 33.000 $ i la renda mediana per família de 43.281 $. Els homes tenien una renda mediana de 27.344 $ mentre que les dones 21.667 $. La renda per capita de la població era de 15.352 $. Entorn del 9,3% de les famílies i el 14,9% de la població estaven per davall del llindar de pobresa.

## Poblacions més properes
El següent diagrama mostra les poblacions més properes.